# Duwet (Wonosari, Gunung Kidul)
Duwet is een bestuurslaag in het regentschap Gunung Kidul van de provincie Jogjakarta, Indonesië. Duwet telt 2354 inwoners (volkstelling 2010).